# Chicago, St. Paul, Minneapolis and Omaha Railway
Le Chicago, St. Paul, Minneapolis and Omaha Railway ou Omaha Road (sigle AAR: CMO) était un chemin de fer américain de classe I qui desservait le Nebraska, l'Iowa, le Minnesota, le Wisconsin, et le Dakota du Sud. Il fut créé en 1880 à la suite de la consolidation du Chicago, St. Paul and Minneapolis Railway et du North Wisconsin Railway. Le Chicago and North Western Railway (C&NW) prit le contrôle en 1882. Le C&NW loua l'Omaha Road en 1957, et fusionna la compagnie en 1972.